# Goszczanów
Pour la commune, voir Goszczanów (gmina).
Goszczanów est une localité polonaise, siège de la gmina de Goszczanów, située dans le powiat de Sieradz en voïvodie de Łódź.